# Província de Poltava

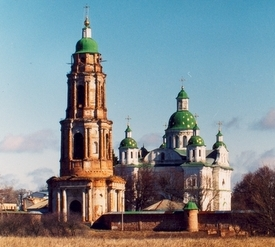
El Monestir de la Transfiguració de Mhar, prop de Lubny.

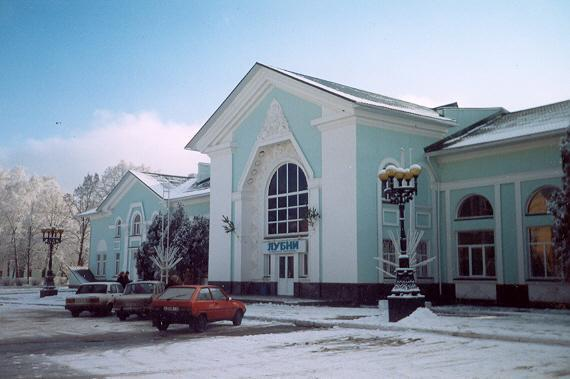
L'estació de tren de Lubný.

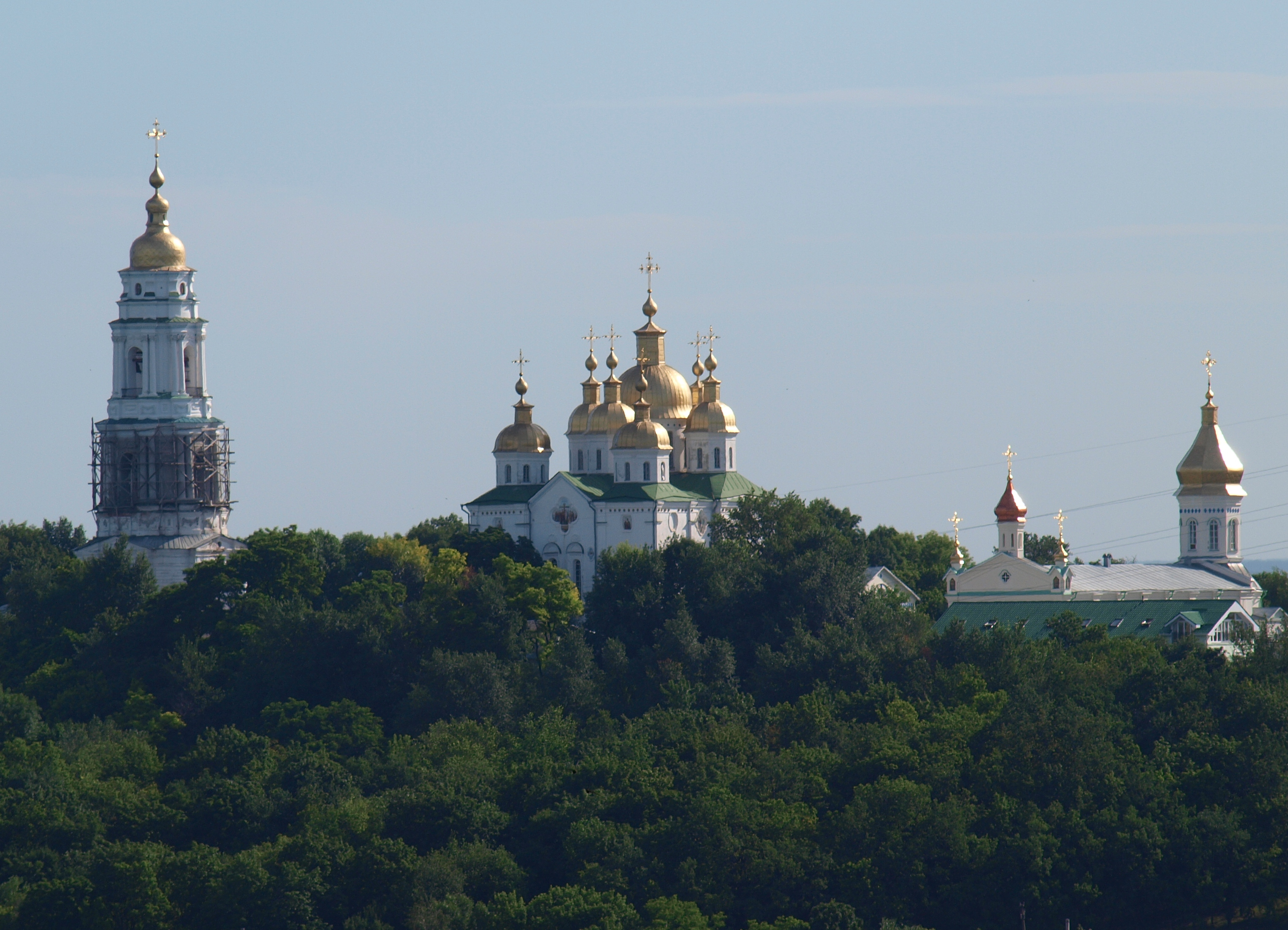
Monestir de l'aixecament de la creu a Poltava ciutat, una perla del barroc ucraïnès.

La província de Poltava (ucraïnès: Полтавська oбласть, transcrit al català: Poltavska óblast, transcrit mostrant els senyals tous: Poltavs'ka óblast; nom informal: Полтавщина, Poltàvsxyna) és una óblast (província) d'Ucraïna central. La capital és Poltava (Полтава).
Al nord, limita amb les províncies de Txerníhiv i Sumi, a l'est, amb la de Khàrkiv, al sud amb les de Dnipropetrovsk i Kirovohrad, i a l'oest amb les de Kíiv i Txerkassi.

## Geografia
La Poltàvsxyna està situada en zona d'estepa boscosa. Boscs cobreixen un 8,5% del territori. Els sòls són principalment txornozem de riquesa en humus mitjana. El clima de l'óblast és continental moderat. La temperatura mitjana el juliol és de +25 °C, el gener, és de –6,5 °C.

### Divisions administratives

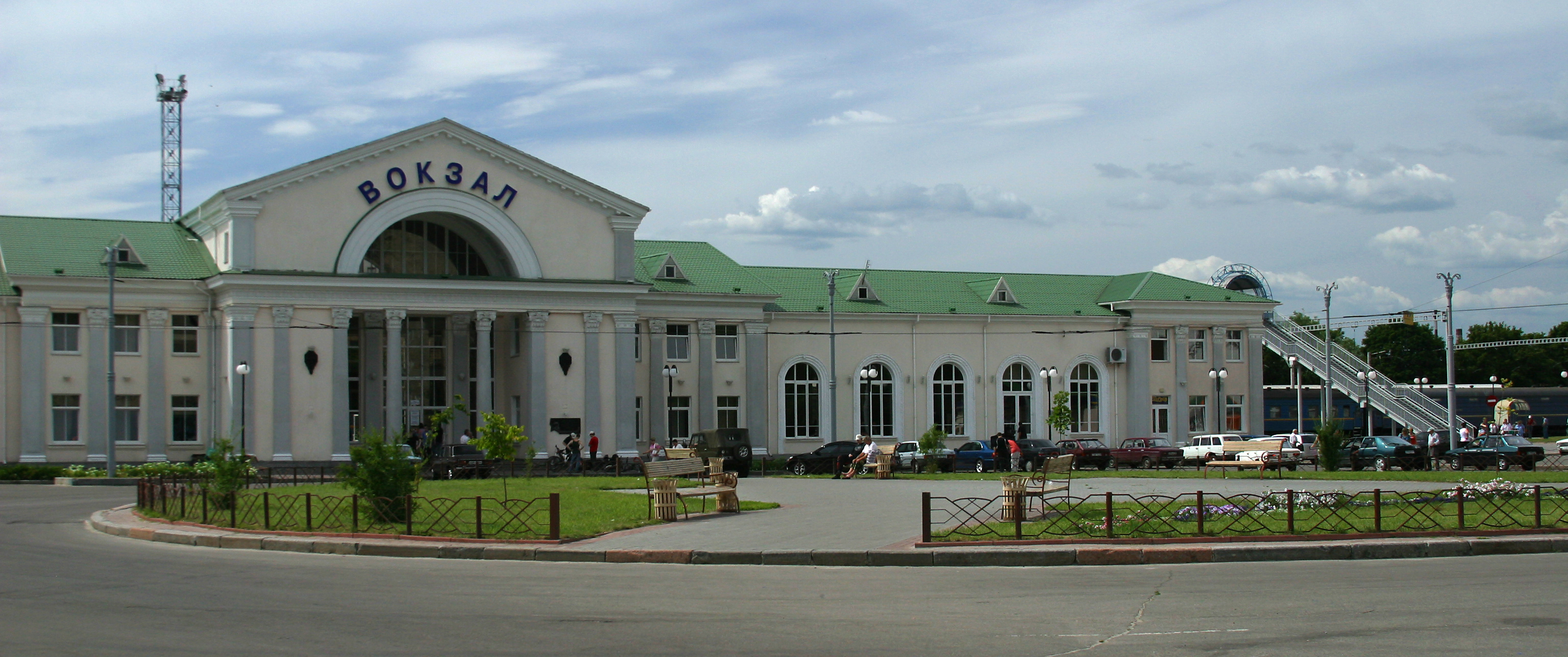
L'estació de tren de Poltava.

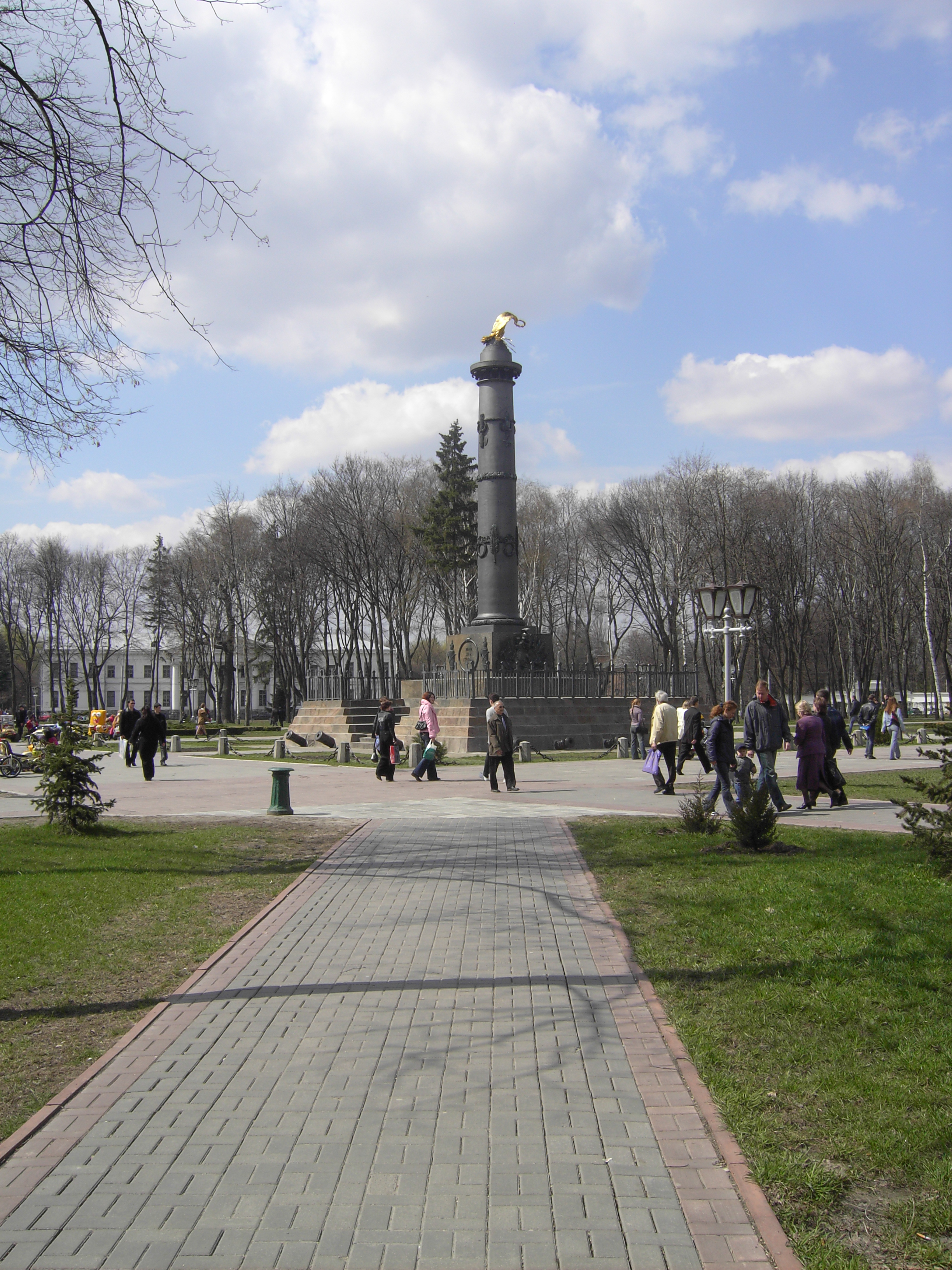
Parc a Poltava

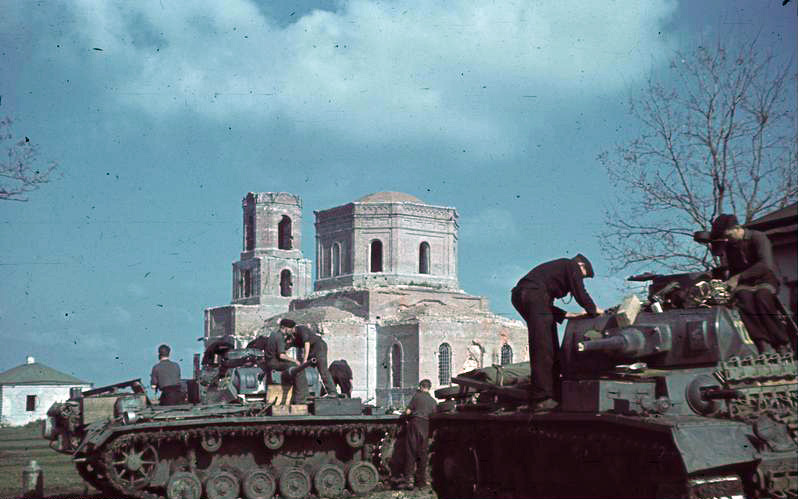
Tancs i tropes alemanyes davant d'una església destruïda a Poltava el 1942, Segona Guerra Mundial.

L'óblast de Poltava està dividida en 25 raions, subdivisió administrativa similar a les nostres comarques) i 5 ciutats que no depenen d'un raion sinó directament de l'óblast. Aquestes últimes són les ciutats de: Komsomolsk (Комсомольськ), Krementxuk (Кременчук), Lubný (Лубни), Mýrhorod (Миргород), i la capital, Poltava (Полтава).
L'óblast té un total de:
- 15 ciutats (sing: мі́сто, misto, plural: мі́ста, mista), 10 de les quals depenen d'un raion;
- 21 "assentaments de tipus urbà" o SMTs (un смт, smt, се́лище місько́го ти́пу, sélysxe miskoho typu, és un municipi amb estatus entre poble i ciutat);
- 1783 pobles (село́, seló); i...
- 43 llogarrets (се́лище, sélysxe, tot sol).

### Principals ciutats

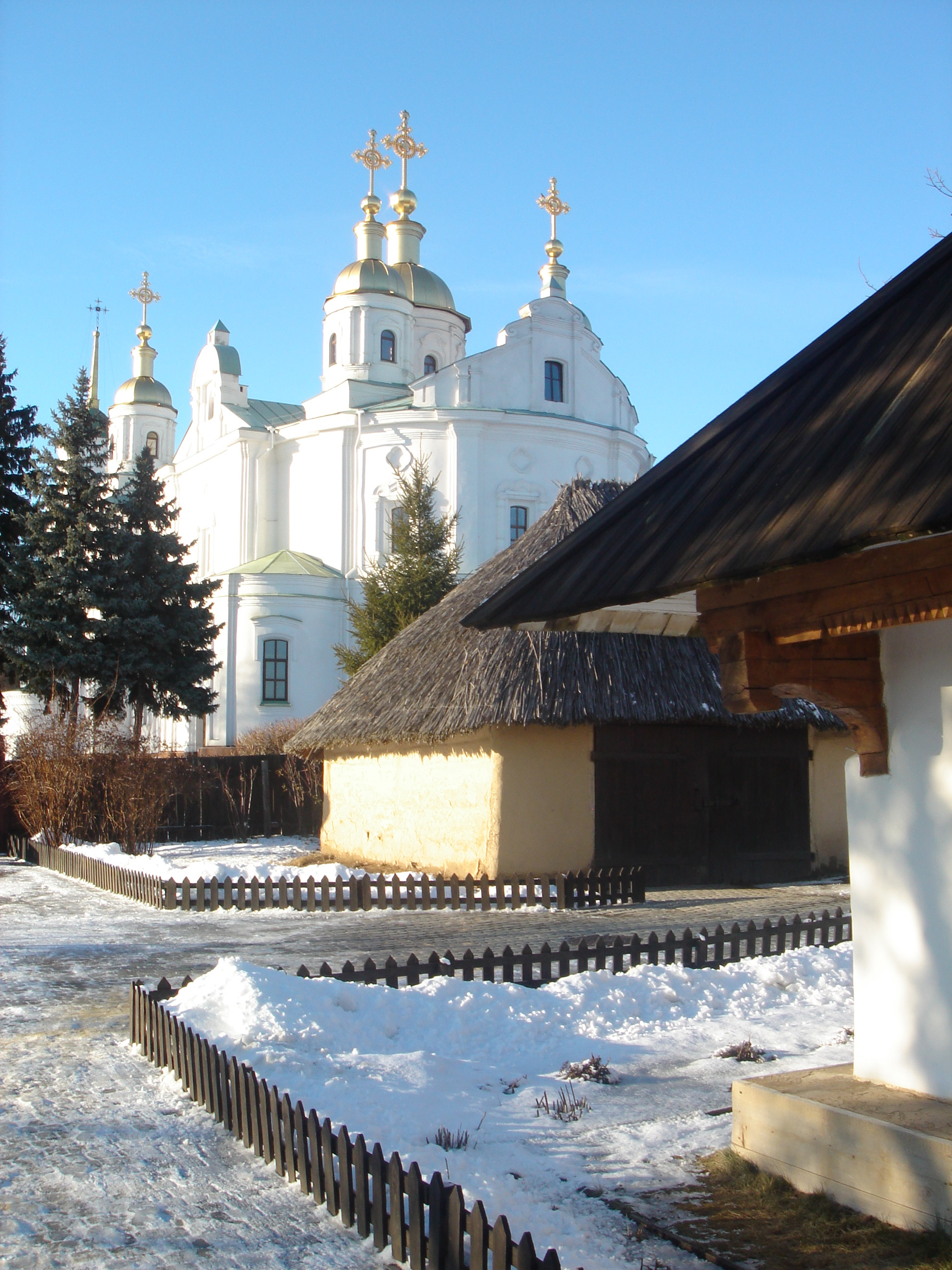
Església a Poltava l'hivern des del complex museístic dedicat a l'escriptor, Ivan Kotliarevskyi.

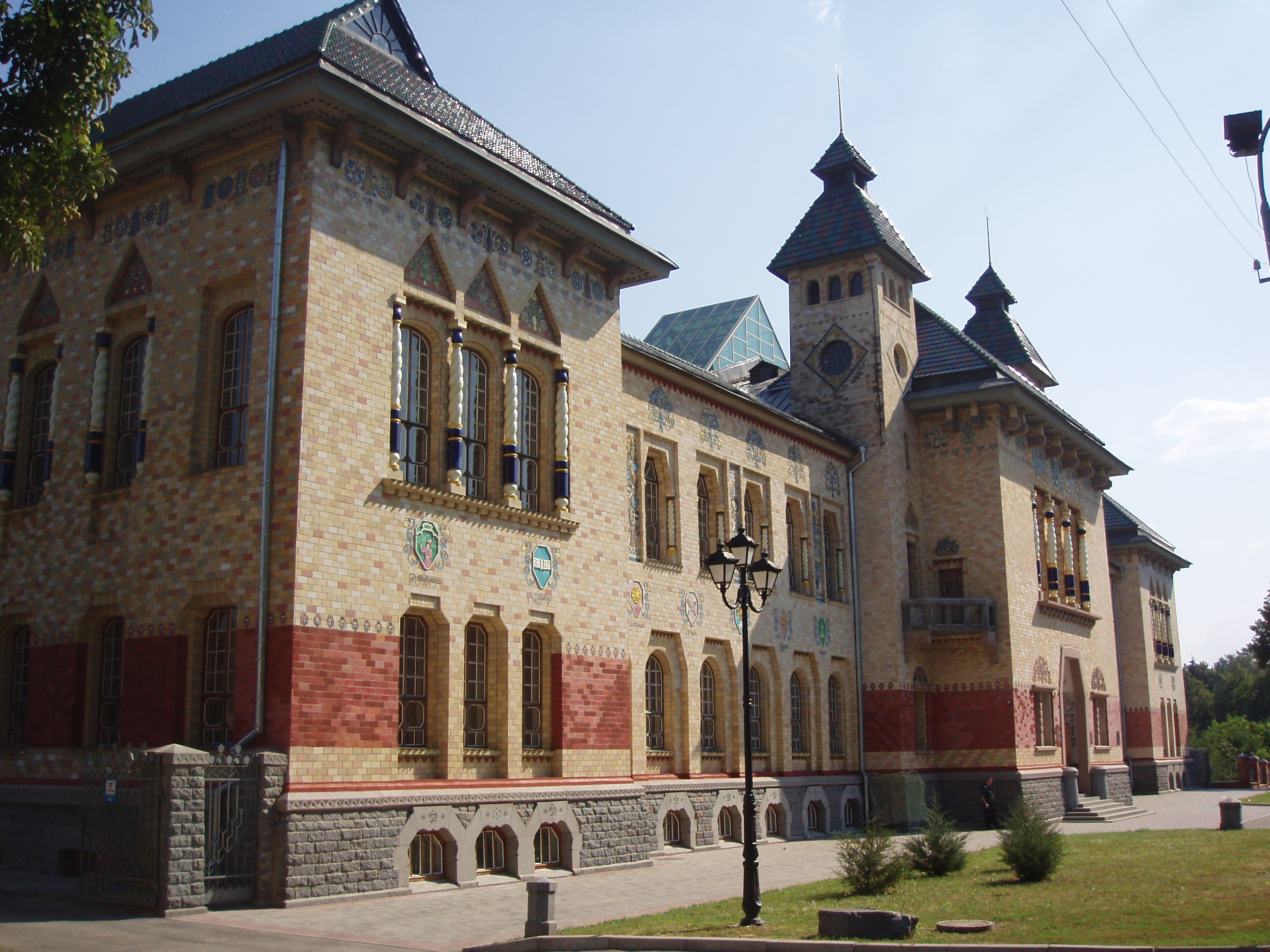
Museu de l'óblast a la ciutat de Poltava

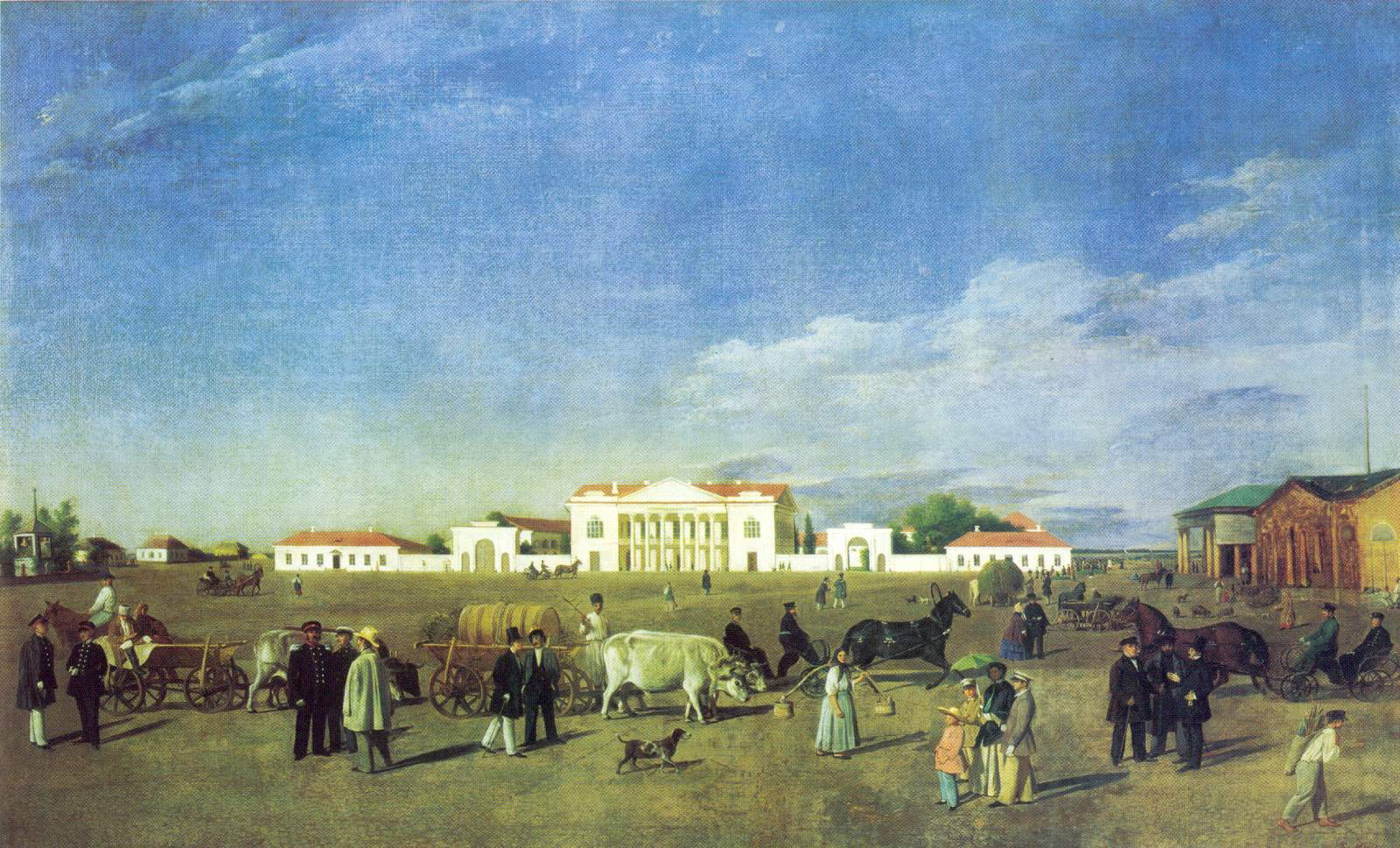
La plaça major de Poltava el 1850, pintura popular anònima.

- Hàdiatx (Га́дяч), a la ribera del Psel, Hàdiatx és una antiga ciutat que va rebre la "carta de ciutat lliure" sota el dret de Magdeburg el 1634. És un centre de peregrinació jueva hassídica pel cementiri vell a la vora del riu, on es troba enterrat el rabí Shneur Zalman de Liady (en hebreu: שניאור זלמן מליאדי, 1745 – 1812, calendari vell), fundador d'una branca de l'hassidisme.
- Hlóbyne (Гло́бине), situat a la riba del Omelnyk (Омельник), afluent del Psel.
- Hrebinka (Гребінка), ciutat anomenada en honor del poeta del romanticisme Ievhen Hrebinka (Євге́н Па́влович Гребі́нка, 1812 - 1848) que escrivia en ucraïnès i rus. Important nus ferroviari.
- Zinkiv (Зінькі́в), esmentat per primera vegada el 1604, lloc de naixement dels germans Zerov (Зеров, fi del segle xix, principis del s. XX), que van ser botànics, escriptors i traductors importants.
- Karlivka (Карлівка)
- Khorol (Хорол), emplaçat a la riba dreta i força escarpada del riu Khorol, fou primer esmentat en un acte del 1083, en l'època del principat de Kíev o Rus' de Kyiv.
- Kobeliaky (Кобеляки), situada a la riba del Velykyi Kobeliatxok (Вели́кий Кобелячо́к) a la seva confluència amb el Vorskla.
- Komsomolsk (província de Poltava) (Комсомольськ)
- Krementxuk (Кременчук), coneguda per la seva presa, la presa de Krementxuk, que forma l'enorme pantà de Krementxuk al riu Dnièper i per la seva indústria, Krementxuk fou fundada el 1571.
- Lokhvýtsia (Лохвиця), per documents històrics es desprèn que ja existia abans del 1320. Va rebre el dret de Magdeburg el 1644. Està situada al marge del riu homònim i el seu nom fa referència al salmó.
- Lubný (Лубни)
- Mýrhorod (Миргород), coneguda per les seva aigües minerals i balneari, i per ser un centre terrissaire.
- Pyriatyn (Пирятин)
- Poltava (Полтава), la capital de l'óblast, un centre cultural i econòmic important del país, coneguda pel seu conjunt arquitectònic del segle xix, i per tenir alguns exemples magnífics del barroc ucraïnès.
- Txervonozavodske (Червонозаводське)

### Hidrografia

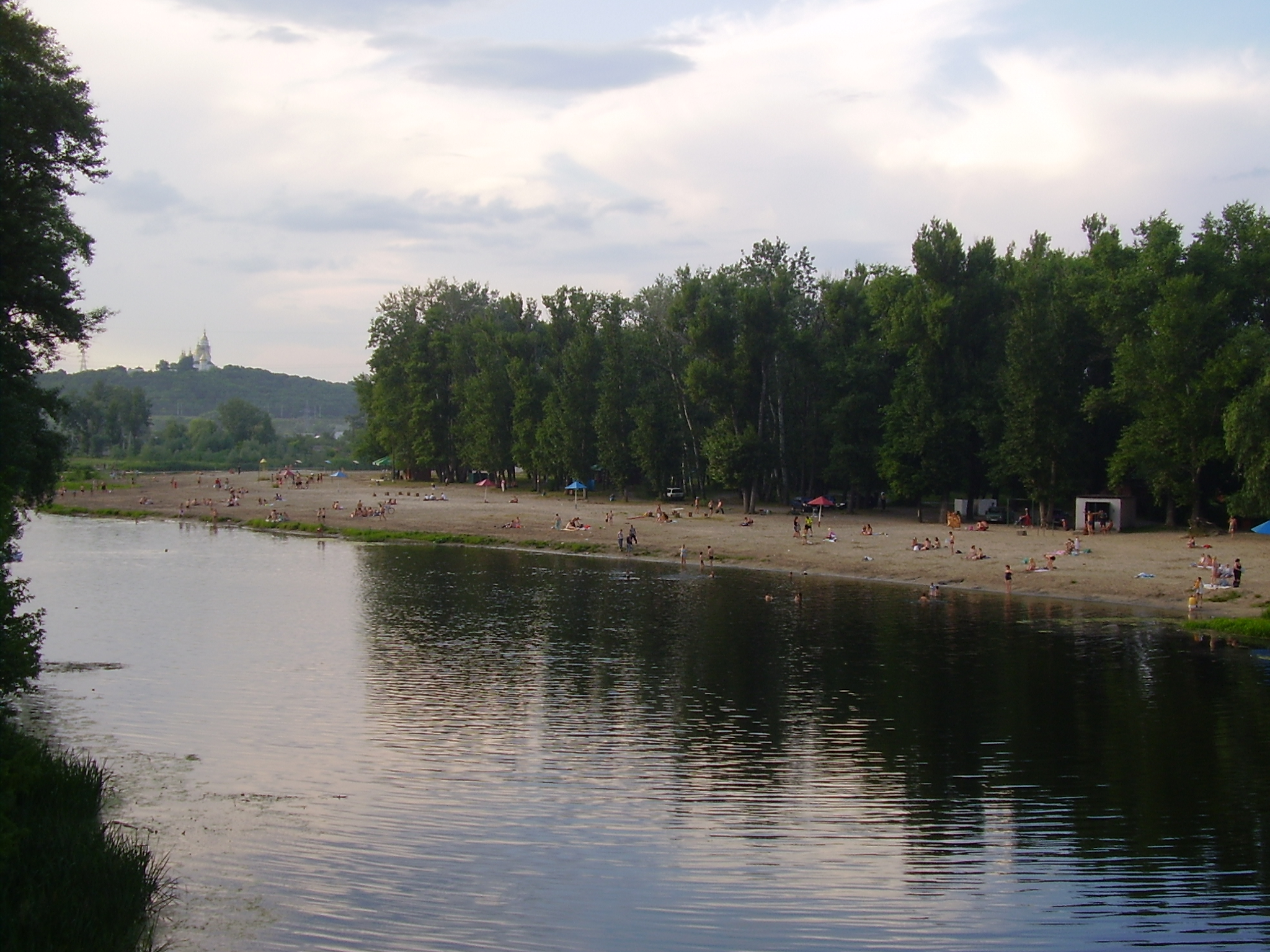
El riu Vorskla al seu pas per la ciutat de Poltava - aquí s'aprecia la platja local.

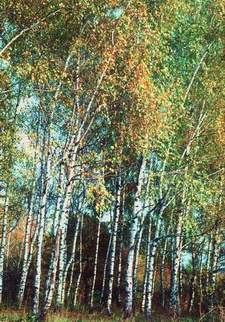
Parc natural de Berèzova Rudka ("Fangar de Bedolls").

El territori de l'óblast és banyat per 146 rius d'una llargada total de 5.101 km. Tots els rius de l'óblast formen part de la conca del Dnièper (Дніпро) i són afluents pel marge esquerre. Els més importants són: El riu Sulà (Сула́), el riu Psel (Псел), el Vorskla (Ворскла) i l'Orill (Оріль). Al sud i sud-oest, la frontera de l'óblast és formada pel Dnièper mateix, i més precisament els seus embassaments de Krementxuk (Кременчуцьке водосховище) i Dniprodzerjynsk (Дніпродзержинське водосховище).
Els principals rius, els seus afluents (E = que entren per la riba esquerra, D = que entren per la riba dreta) i les ciutats que irriguen són:
Dnièper (Дніпро, 2.201 km), que a la província de Poltava, irriga les ciutats de Krementxuk, Komsomolsk.
- Riu Sulà (Сула, E, 310 km), neix al poble de Sulà, a la província de Sumi, i travessa la província de Poltava abans de desembocar a l'embassament de Krementxuk (Кременчу́к). A la Poltàvsxyna, passa per les ciutats de Txervonozavodske i Lubný.
  - Riu Artolot (afluent del Sulà) (Артополот, E, 38 km), neix a la província de Sumi i passa a la de Poltava. Desemboca al Sulà a Txervonozavodske. Part de la seva ribera prop d'on s'ajunta amb el Sulà forma una secció de la Reserva natural hidrològica de l'Artolot.
  - Riu Sukhà Lokhvýtsia (Суха Лохвиця, "Lokhvýtsia seca", D), que neix al poble homònim i travessa la ciutat de Lokhvýtsia.
  - Riu Sulýtsia (Сулиця, D)
  - Riu Udai (Удай, D, 327 km), neix a la província de Txerníhiv i després passa a la Poltàvsxyna, on travessa la ciutat de Pyriatyn.
    - Riu Perevid o Perevod (Перевід, Перевод, D, 65 km), neix a l'óblast de Kíiv. Al seu recorregut hi ha 8 km² de llacs i 4 km² d'aiguamolls.
      - Riu Ruda (Руда, E)

    - Riu Mnoha (Многа, E, 59 km), passa per l'assentament de tipus urbà de Txornukhy (Чорнухи)

  - Riu Sliporid (Сліпорі́д, D, 83 km)
- Riu Psel (Псел)
  - Riu Hruny o Hrun (Грунь, D, 85 km), travessa la ciutat de Hàdiatx (Га́дяч).
  - Riu Hruny-Taixany (Грунь-Ташань, E, 91 km)
    - Riu Taixany o Taixan (Ташань, D) travessa la ciutat de Zinkiv (Зінькі́в)

  - Riu Khorol (Хорол, D) travessa les ciutats de Mýrhorod (Миргород) i Khorol (Хорол).
  - Riu Hovtva (Го́втва, E, 36 km), travessa l'assentament de tipus urbà de Reixetýlivka (Решетилівка)
    - Riu Villkhova Hovtva (Вільхо́ва Говтва, E, 86 km)

  - Sukhýi Omelnyk (Сухий Омельник, D), travessa la ciutat de Hlóbyne (Гло́бине)
- Riu Vorskla (Ворскла)
  - Riu Merla, també Merlo, Mérlia (Мерла, també Мерло, Мерля, E)
  - Riu Kolomak (Коломак, E, 102 km)
    - Riu Svynkivka (Свинківка, D, 59 km)

  - Tahamlyk (Тагамлик, E, 4 km)
  - Starà Vorskla (Стара Ворскла, "Vorskla Vella", E)
    - Oréixnia (Орешня, D)
    - Kotelvà (Котельва́, E), travessa l'assentament de tipus urbà homònim.

  - Kustolova (Кустолова, E)
  - Kobeliatxka (Кобелячка, D) travessa la ciutat de Kobeliaky (Кобеляки)
- Riu Orill (Оріль, E, 346 km)
  - Riu Ortxyk (Орчик, D, 108 km), banya la ciutat de Karlivka (Карлівка)

- Embassament de Krementxuk (Кременчуцьке водосховище)
- Embassament de Dniprodzerjynsk (Дніпродзержинське водосховище)

## Cultura

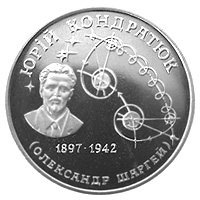
Moneda ucraïnesa en honor de Iurii Kondratiuk.

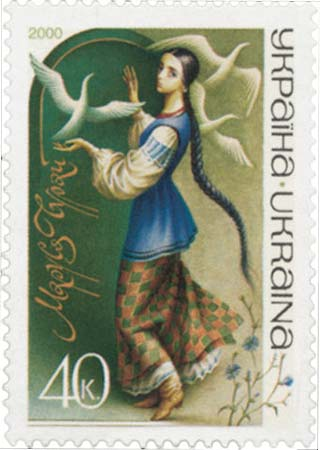
Segell ucraïnès amb la imatge de Marússia Txurai.

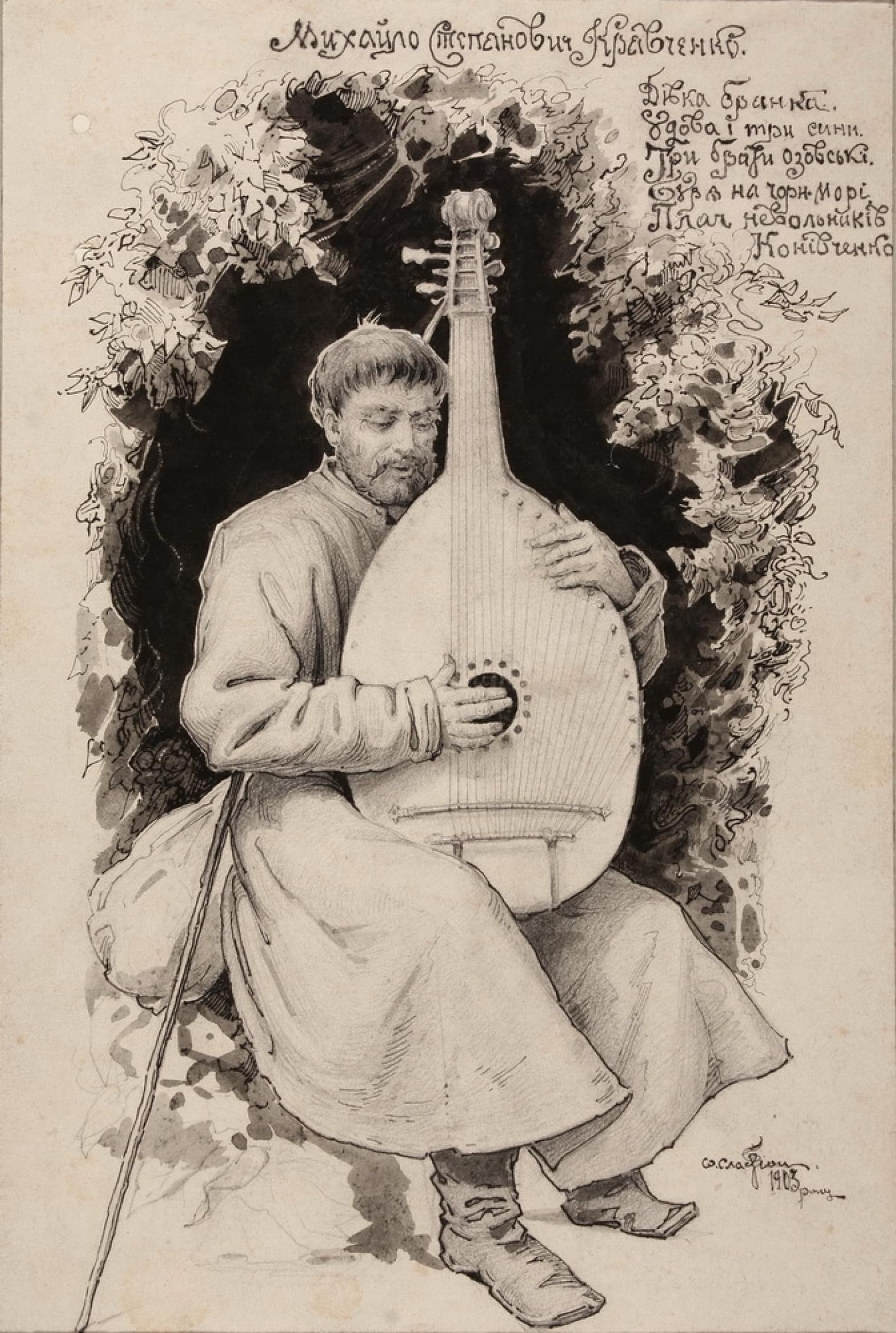
Retrat del kóbzar Kravtxenko per Opanàs Slastion.

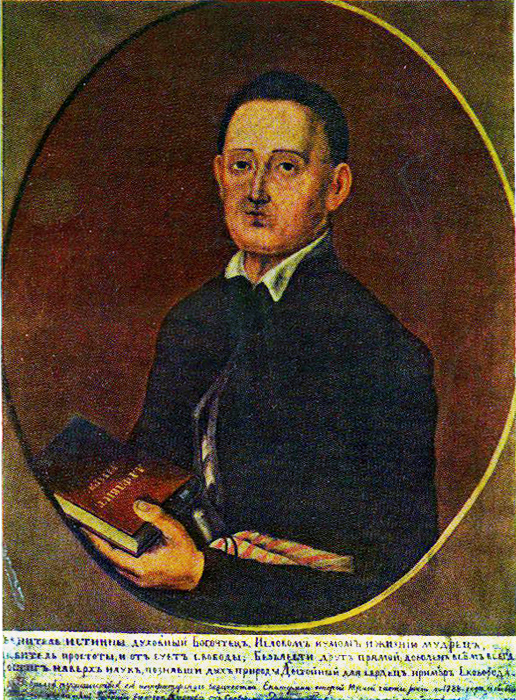
Retrat anònim del filòsof Hryhorii Skovorodà.

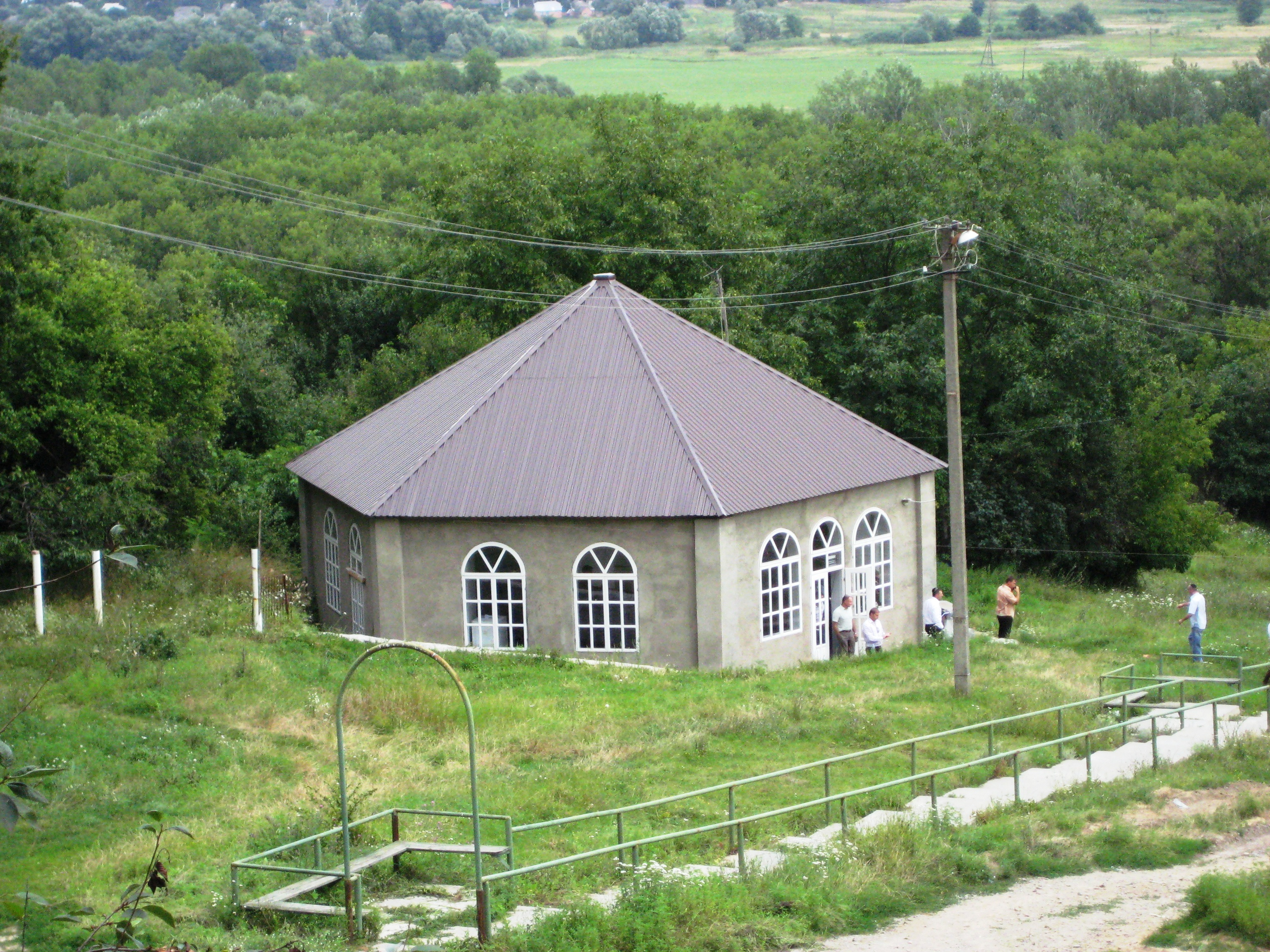
El mausoleu o "òhel" del rabí Schneur Salman de Liady a Hàdiatx.

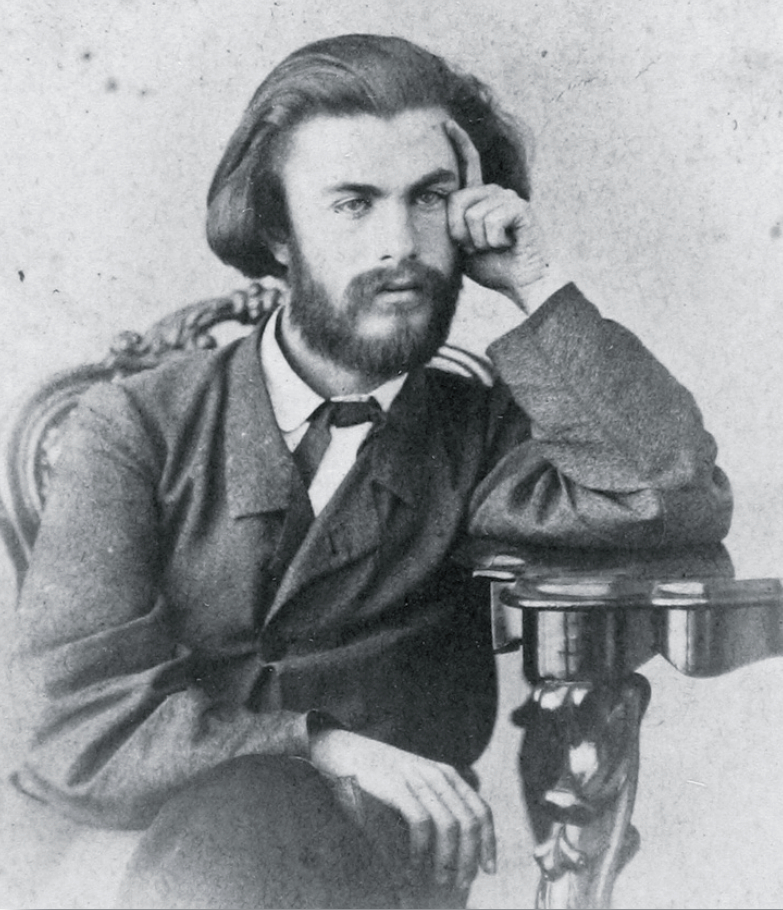
El filòsof, historiador, etnògraf i crític literari Mykhailo Drahomànov.

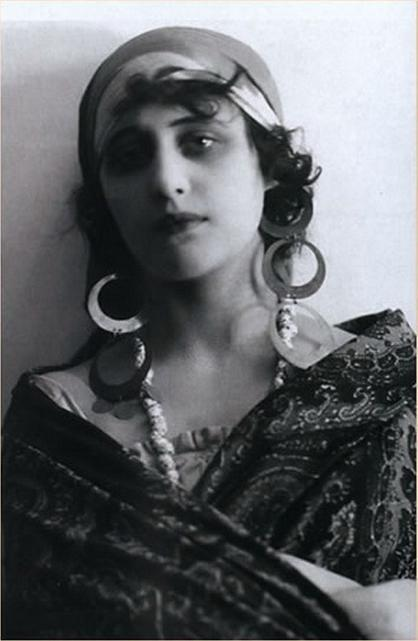
L'actriu de cine mut, Vira Kholodna.

a província de Poltava és coneguda com a centre d'arts i oficis com ara el brodat, l'art de fer catifes i la ceràmica. Entre els llocs d'interès de l'óblast es troben:
- Monestir de la Transfiguració de Mhar (Спасо-Преображенський Мгарський монастир, Spasso-Preobrajenskyi Mharskyi monastyr) a la riba dreta del riu Sulà, no gaire lluny de la ciutat de Lubný (Лубни́), fou fundat el 1619. L'edifici data des de la seva fundació, amb canvis fins al segle xix.

- Monestir de l'aixecament de la creu de Poltava (Полтавський Хрестовоздвиженський монастир), a la ciutat de Poltava. Una perla del barroc ucraïnès, fou construït entre el 1699 i el 1709.[2]

- Poltava és una óblast coneguda per les seves aigües minerals. Hi ha molts sanatoris o balnearis de cura medicinal, com ara els de les ciutats de Mýrhorod (Миргород) i Hàdiatx (Гадяч) o el del poble de Lixynivka (Ліщинівка).

- Escola tècnica estatal de ceràmica Mykola Hóhol de Mýrhorod (Миргородський державний керамічний технікум імені Миколи Гоголя). Fundat el 1846 a la ciutat de Mýrhorod, és un dels centres més coneguts de l'art de la ceràmica a Ucraïna.

### Parcs naturals
- Parc nacional de Pyriatyn (Пирятинський національний природний парк, Pyriàtynskyi natsionalnyi pryrodnyi park), al raion de Pyriatyn. És principalment un parc de bosc de ribera, aiguamolls, prats d'inundació i rius a la conca del riu Udai. També inclou un nombre de monuments historicoculturals. Es va crear el 2009. Vegeu la [pyriatyn.osp-ua.info/file/110309/prez.ppt|presentació del projecte per crear el parc] en format ppt i en ucraïnès, amb fotos i plànols.

- Parc nacional del Baix Sulà (Нижньосульський національний природний парк), compartit amb l'óblast veïna de Txerkassi, consisteix en estepa boscosa, principalment constituït per estepa de prat obert, boscs mixts de roure i pi, prats d'inundació, aiguamolls eutròfics i vegetació halòfila de prat. També inclou un nombre de monuments historicoculturals.[3]

- Reserva natural hidrològica de l'Artolot (Артополот, гідрологічний заказник, Artolot, hidrolohitxnyi zakàznyk), àrea natural d'aiguamolls d'importància nacional entorn dels rius Artolot (Артополот) i Sulà (Сула́).

- Parc de Berèzova Rudka (Березовору́дський парк, Berezovorudskyi park), prop del poble de Berèzova Rudka (Бере́зова Ру́дка, "fangar de bedolls" o "pantà de bedolls"), inclou un bosc frondós amb alguns exemplars de roures força antics sobre els costers i la plana d'inundació del riu Perevid (Перевід), alguns prats al·luvials, bosc de ribera i plantacions d'arbres fruiters, com també un palau en estat ruïnós.

- Reserva natural de Velykosséletske (Великосе́лецький зака́зник, Velykosséletskyi zakàznyk), una reserva hidrològica d'importància nacional que comprèn un conjunt d'aiguamolls a la plana d'inundació del riu Sulà. Es troba al poble de Velikosséletske (Великоселецьке) i prop de l'assentament de tipus urbà d'Orjýtsia (Оржиця).

- Parc forestal de Kovpak (Ковпа́ківський лісопа́рк, Kovpàkivskyi lissopark), situat a les dues ribes del Vorskla al raion de Kotelvà (Котельва́).

- Jardí dendrològic d'Ustymivka (Устимівський дендрологічний парк, Ustymivskyi dendrolohitxnyi park), al poble d'Ustymivka.

### Museus
- Museu literari-memorial de Hrihorii Sàvytx Skovorodà (Національний літературно-меморіальний музей Г.С. Сковороди), dedicat al gran filòsof i poeta ucraïnès, Hrihorii Skovorodà (1722–1794), a la vil·la amb jardins (segle xviii) on va viure, a l'assentament de tipus urbà de Txornukhy (Чорнухи). Vegeu fotos a la plana "Les 7 meravelles d'Ucraïna" Arxivat 2011-04-21 a Wayback Machine. (en ucraïnès).

- Museu literari-memorial d'Ivan Petróvytx Kotliarevskyi (Літературно-меморіальний музей та садиба І.П. Котляревського). Casa amb jardí on va viure el famós poeta ucraïnès, Ivan Kotliarevskyi, al bell mig de la ciutat de Poltava (Полтава). Vegeu una imatge a la pàgina "Les 7 meravelles d'Ucraïna" Arxivat 2010-05-28 a Wayback Machine. (en ucraïnès).

- Museu literari-memorial de Mykola Vassyliovytx Hóhol (Великосорочинський літературно-меморіальний музей Миколи Васильовича Гоголя). Fundat el 1929, es troba a la casa de naixement de l'insigne escriptor, Mykola Hóhol (més conegut pel seu nom en rus, Nikolai Gógol), al poble de Velyki Soròtxyntsi (Вели́кі Соро́чинці). El poble encara conserva l'espai on es feia (es fa?) la famosa fira que descriu el Hóhol a la seva història "La fira de Soròtxyntsi" (publicat en català com a "La fira de Sorotxinzi", sic). Vegeu una foto de la casa a la plana "Les 7 meravelles d'Ucraïna" Arxivat 2010-05-28 a Wayback Machine. (en ucraïnès).

- Museu-reserva Mykola Hóhol (Музей-заповідник М. Гоголя у с. Гоголеве), al poble on l'autor es va criar i va passar la seva joventut (i on tornava sovint d'adult per passar temporades) - Hóholeve (Гоголеве, a l'època, Василівка, Vassýlivka, després Яновщина, Ianovsxyna), al raion de Xyxatskyi (Шишацький район). El museu inclou la reconstrucció fidel de la casa que varen construir els pares (va ser destruït a la Segona Guerra Mundial però reconstruït d'acord amb els plànols que es van conservar, els dibuixos i pintures del mateix autor, fotos e l'època, cartes i memòries), més els jardins que l'envolten, amb gruta i llac. Vegeu el plànol de l'espai i algunes fotos del complex a la plana d'Oko (en ucraïnès).

- Museu-monument nacional de la ceràmica a Opíxnia (Національний музей-заповідник українського гончарства в Опішному), a l'assentament de tipus urbà d'Opíxnia (Опішня), un dels centres de l'art de la terrissa a Ucraïna. Vegeu unes fotos de les col·leccions a la plana Museus d'Ucraïna (les que corresponen al museu comencen a la secció central de la plana) - (en ucraïnès).

- Museu de la província de Poltava (Полтавський краєзнавчий музей), a la ciutat de Poltava. En un edifici de principis de segle amb 40 sales d'exposició, el fons del museu consisteix en unes 300 mil peces, entre brodats, teixits, catifes, art sacre (objectes eclesiàstics), i nombroses rareses, com ara una col·lecció d'art egipci, antiguitats grecoromanes, art oriental i antiguitats cosaques. També conté el que fou el nucli original del museu, una col·lecció de sòls i herbari procedent de les expedicions del famós edafòleg i botànic, Vassyl Vassýliovytx Dokutxàiev (Василь Васильович Докучаєв, 1846-1903). Vegeu una foto de l'edifici a baix a la galeria d'imatges, i una altra a la plana "Les 7 meravelles d'Ucraïna" Arxivat 2010-05-28 a Wayback Machine. (en ucraïnès).

### Personatges
La llista indica personatges que tenen relació amb l'óblast perquè hi van néixer o viure.

#### Escriptors
Els escriptors anomenats aquí apareixen en ordre de naixement.
- el príncep Davit Guramixvili (en georgià: დავით გურამიშვილი, en ucraïnès: Дави́д Гео́ргійович Ґурамішві́лі, poble de Gorisubani, Geòrgia, 1705 – Mýrhorod, 1792), famós poeta georgià que va escriure algunes de les més celebrades obres preromàntiques de la literatura del seu país. Va viure a la seva casa senyorial a Mýrhorod a partir del 1759, on va aprofitar la tranquil·litat per escriure sobre la seva vida turbulenta en un cicle poètic. Està enterrat a Mýrhorod i té un monument dedicat a ell al parc central de la ciutat.

- Hryhorii Skovorodà (Григо́рій Са́вич Сковорода́, Hrihorii Sàvytx Skovorodà, poble de Txornukhy (ara assentament de tipus urbà), a l'actual província de Poltava, 1722 - poble d'Ivanivka o Pan-Ivanivka, ara l'assentament de tipus urbà de Skovorodýnivka, a l'actual província de Khàrkiv, 1794), filòsof, humanista, místic i poeta, conegut com "el Sòcrates ucraïnès", va escriure poesia i diàlegs filosòfics.

- Vassili Kàpnist (Васи́ль Васи́льович Ка́пніст, poble d'Obúkhivka, gubèrnia de Poltava, imperi Rus, 1758 - 1823) — poeta, dramaturg i activista rus d'origen ucraïnès i grec.

- Ivan Kotliarevskyi (Іва́н Петро́вич Котляре́вський, Ivan Petróvytx Kotliarevskyi, Poltava, 1769-1838), escriptor, poeta, dramaturg, famós sobretot per la seva magistral paròdia de l'Eneida («Енеїда», 1798) transferida a la Ucraïna del seu temps com a epopeia heroico-burlesca en vers.

- Levkó Borovykovskyi (Левко́ Іва́нович Боровико́вський, poble de Meliuxky, actual província de Poltava, 1806 - 1889), escriptor, poeta, filòleg etnògraf i filòsof.

- Nikolai Gógol (1809 - Moscou, 1852), aquest escriptor, dramaturg i poeta ucraïnès en llengua russa era de la província de Poltava. Una de les seves obres, "La Fira de Soròtxyntsi", està dedicat al seu poble de naixement.

- Taràs Xevtxenko (Móryntsi, (ara) província de Txerkassy, 1814 - Sant Petersburg, 1861), escriptor, sobretot poeta, també pintor, "el Verdaguer ucraïnès" (no s'ha de confondre amb l'Andríi o Andrí Xevtxenko, el jugador de futbol), va viure a la Poltàvsxyna, entre altres llocs.

- Olena Ptxilka (Оле́на Пчі́лка, "Olena Abelleta", Hàdiatx, 1849 - Kíiv, 1930), pseudònim d'Olha Drahomànova-Kóssatx (О́льга Петрі́вна Ко́сач, Olha Petrivna Kóssatx, abans de casada: О́льга Петрі́вна Драгома́нова, Olha Petrivna Drahomànova), coneguda escriptora, dramaturga, publicista, traductora i activista ucraïnesa i anticlerical, mare de la poetessa Lèssia Ukraïnka i germana de l'historiador i filòsof, Mykhailo Drahomànov (Михайло Драгоманов).

- Panàs Myrnyi (Панас Мирний, "Panàs de la Pau", nom real: Панас Якович Рудченко, Panàs Iàkovytx Rudtxenko; Mýrhorod, província de Poltava, 1849 - Poltava, 1920), prosista i dramaturg en la línia del realisme, com també home polític. Va escriure algunes obres junt amb el seu germà, Ivan Rudtxenko (Іван Рудченко), conegut sota el pseudònim d'Ivan Bilyk (Іван Білик), entre ells la saga socio-psycològica Bramen els bous, quan tenen la menjadora plena? («Хіба ревуть воли, як ясла повні?», 1880).

- Olés' Uliànenko (Оле́сь Станісла́вович Улья́ненко, nom real: Олександр Станіславович Ульянов, Khorol, província de Poltava, 1962), prosista, assagista i guionista de cinema, va rebre el Premi Nacional Taràs Xevtxenko el 1997 per la seva novel·la "Stalinka". Ha publicat unes 20 novel·les, nombrosos assaigs i ha escrit alguns guions pel cinema. La recentment fundada, retrògrada, però oficial "Comissió nacional per la moral" ha declarat una de les seves últimes novel·les, La dona dels seus somnis («Жінка його мрії», 2009), com a "pornogràfica", cosa que ha deslligat la polèmica a nivell nacional i les protestes de l'estament intel·lectual, com tantes altres declaracions de la polèmica Comissió. Tot i així, les seves obres s'estudien a l'escola.

- Svitlana Pýrkalo (Світлана Пиркало, Poltava, 1976), prosista, periodista i traductora de l'anglès, treballa per la BBC Ucraïna a Londres. Té més de 8 llibres publicats en ucraïnès. Escriu en ucraïnès (i possiblement anglès), i ha traduït a la Marina Lewycka, autora britànica d'origen ucraïnès.

- Taràs Antýpovytx (Тарас Антипович, Poltava, 1978), prosista, poeta, ha publicat uns 3 llibres de narrativa i el 2009 va guanyar el premi "Koronàtsiia Slova" (Коронація слова, "Coronació de la paraula") per la seva poesia. Viu a Kíiv.

#### Artistes
- Volodýmyr Borovykovskyi (Володи́мир Лýкич Боровикóвський, pseudònim de Володимир Лукич Боровик, Volodýmyr Lúkytx Borovyk, Mýrhorod, 1757 - Sant Petersburg, 1825) — pintor ucraïnès que va treballar a Ucraïna i Rússia, especialitzat en els retrats i les icones, acadèmic de l'Acadèmia d'Art de Sant Petersburg.

- Apol·lon Mokrytskyi (Аполлон Миколайович Мокрицький, Apol·lon Mykolàiovytx Morkytskyi, Pyriatyn, 1810 — Moscou, 1870), pintor ucraïnès que va treballar a Ucraïna i Rússia (imperi Rus), seguia l'escola Biedermeier de realisme. Fou membre de l'Acadèmia de les Arts de Sant Petersburg des del 1849. Va fer retrats de personatges com ara els escriptors Ievhen Hrebinka i Mykola Hóhol, i va ajudar el Taràs Xevtxenko, presentant-lo al món intel·lectual ucraïnès i rus, a figures de l'intel·ligèntsia com ara els artistes Karl Briul·lov i Aleksei Venetsiànov, el poeta Vasilii Jukovsky, el Ievhen Hrebinka, els intel·lectuals Panteleimon Kulix i Vassyl Hryhórovytx, entre d'altres.

- Mykola Iaroixenko (Мико́ла Олекса́ндрович Яроше́нко, Poltava, 1846 — Kislovodsk, imperi Rus, 1898), pintor ucraïnès treballant a Ucraïna i Rússia en el temps de l'imperi Rus. Era costumista o pintor de gènere.

- Opanàs Slastion (vegeu sota músics)

- Maria Baixkirtseva, coneguda com a Marie Bashkirtseff (Марі́я Костянти́нівна Башки́рцева, poble de Havrontsi, 1858 - París, 1884) — pintora i escultora francesa d'origen ucraïnesa.

- La nena Oleksandra Ievhénivna Pútria, "Saixa" (Олександра (Саша) Євгенівна Путря, Poltava, 1977-1989), nena prodigi que va començar a pintar als 3 anyets. Abans de morir de leucèmia als 11 anys, ja havia fet unes 2.200 obres, entre pintures, dibuixos, caricatures, brodats, joguines cosides a mà, i fins i tot uns "dibuixos tècnics" per ajudar els adults a arribar a la lluna i poder construir-hi bones carreteres. Les seves obres s'exposen en un museu a la ciutat de Poltava.

#### Cinematògrafs, actors
- Vira Kholodna, Vera Kholòdnaia (Ві́ра Васи́лівна Холо́дна, Vira Vassýlivna Kholodna, nom de naixement: Ві́ра Левченко, Vira Levtxenko; Poltava, 1893 - Odessa, 1919), actriu, gran estrella del cinema mut. Va ser la primera estrella de cinema a l'imperi Rus i es calcula que va actua en entre 50 i 100 pel·lícules, dels quals només en resten 5.

- Janna Prokhorenko (Жанна Трохимівна Прохоренко, Janna Trokhýmivna Prokhorenko, Poltava, URSS, 1940), actiu ucraïnesa i soviètica de renom.

#### Músics
- Marússia Txurai (Маруся Чурай, nom real: Марія Гордіївна Чурай, Mariia Hordíïvna Txurai, Poltava, 1625—1653) — compositora i cantant ucraïnesa semi-llegendària de música tradicional i poeta durant el període del líder Bohdan Khmelnitski, que va néixer i viure a Poltava. Li és atribuïda l'autoria de diverses cançons conegudes a tot Ucraïna. També coneguda com a Marússia Txuràïvna (Маруся Чураївна). La llegenda diu que es va enamorar d'un cosac de nom Hryts, però en ser rebutjada es va preparar un verí per a suïcidar-se, però que s'ho va prendre el Hryts per accident i va morir. Es diu que fou jutjada i absolta per la seva meravellosa capacitat musical. Apareix a diverses obres literàries (novel·les, obres de teatre) que contribueixen a formar la llegenda, com ara la novel·la modernista d'Olha Kobilianska (Ольга Кобилянська), Collia herba el diumenge de bon matí («В неділю рано зілля копала», 1909).

- Mykola Lýssenko (Мико́ла Віта́лійович Ли́сенко, Mykola Vitàliiovytx Lýssenko, poble de Hrynky, província de Poltava, 1842 - Kíiv, 1912), compositor de música clàssica, música per a cors i d'òperes, pianista, director d'orquestra, pedagog, musicòleg i personalitat, va escriure com a mínim 10 òperes (en ucraïnès), alguns dels més coneguts: Taràs Bulba (libretto de l'escriptor Миха́йло Стари́цький, Mykhailo Starytskyi, basat en una obra de Mykola Hóhol), L'Eneïda (libretto de l'escriptor Мико́ла Сад́овський, Mykola Sadovskyi, basat en una obra mestra-paròdia del gran escriptor Ivan Kotliarevskyi). També té tres òperes infantils i moltes composicions per a cors.

- Opanàs Slastion (Опанас Георгійович Сластіон, o Сластьон, Berdiansk, província de Zaporíjia, a la costa de la mar d'Azov, 1855 — 1933), pintor i artista gràfic del moviment romàntic, luthier, gran mestre i professor de la bandura, etnògraf, pedagog i també arquitecte. Va viure a la Poltàvsxyna, entre altres llocs.

- Vierka Serdiutxka (Вєрка Сердючка, nom real: Андрій Михайлович Данилко, Andríi Mykhàilovytx Danylko, Poltava, 1973) és un músic travesti de pop i dance i comediant. Amb el seu grup, va representar Ucraïna a Eurovisió el 2007 i va guanyar el segon premi per la seva cançó burlesca.

#### Científics, filósofs, historiadors
- Hryhorii Skovorodà (Григо́рій Са́вич Сковорода́, Hrihorii Sàvytx Skovorodà, poble de Txornukhy (ara assentament de tipus urbà), a l'actual província de Poltava, 1722 - poble d'Ivanivka o Pan-Ivanivka, ara l'assentament de tipus urbà de Skovorodýnivka, a l'actual província de Khàrkiv, 1794), filòsof, humanista, místic i poeta, conegut com "el Sòcrates ucraïnès", va escriure poesia i diàlegs filosòfics.

- Mikhaïl Ostroradski (Миха́йло Васи́льович Острогра́дський, poble de Paixenivka, actual província de Poltava, 1801 - Poltava, 1862) — matemàtic ucraïnès de renom, un dels matemàtics més importants de l'imperi Rus, venia d'una família de hetmans cosacs ucraïnesos.

- Mikhail Egorovich Vashchenko-Zakharchenko (Maliivka, Zolotonosha, 1825 - Kiev, 1912), Matemàtic, Historiador de les matemàtiques i Professor de la universitat de Kiev.

- Mykhailo Drahomànov (Михайло Петрович Драгоманов, Hàdiatx, 1841 - Sofia, Bulgària, 1895), conegut historiador, filòsof, economista, etnògraf, activista ucraïnès i anticlerical i escriptor científic, germà de l'escriptora Olena Ptxilka, que fou la mare de Lèssia Ukraïnka.

- Boris Hrekov o Grekov (Бори́с Дми́трович Гре́ков, Mýrhorod, 1882 - Moscou, 1953), historiador soviètic d'origen ucraïnès, medievalista especialitzat en temes de l'antic Principat de Kíev o Rus de Kíev i l'Horda d'Or.

- Iurii Kondratiuk (Ю́рій Васи́льович Кондратю́к, pseudònim d'Олександр Гнатович Шаргей, Oleksandr Hnàtovytx Xarhei o Xarguei; Poltava, 1897 - Orlóvsxyna, Rússia, 1941) — científic ucraïnès i soviètic, un dels pioners de l'astronàutica i el vol espacial. Teorètic i visionari, va preveure formes d'arribar a la lluna a principis del segle xx. Autor de l'anomenada "trajectòria de Kondratiuk" («трасa Кондратюка»), la mateixa trajectòria que més tard va usar l'Apol·lo americà per arribar a la lluna. Va escriure el llibre «Завоювання міжпланетних просторів» ("La conquesta de l'espai interplanetari", 1929), sobre la propulsió dels coets i temes sobre habitar l'espai, on suggeria l'ús d'una trajectòria gravitacional "en catapulta" per accelerar el vol de les astronaus.

#### Estadistes, polítics, activistes, revolucionaris, militars
- Símon Petliura (Poltava, 1879 - assassinat a París per un agent de la KGB, 1926)— polític, estadista, escriptor, publicista, periodista i activista ucraïnès, va ser un líder de la lluita d'Ucraïna per la independència després de la revolució russa de 1917.

- Heorhii Berehovýi (en ucraïnès: Гео́ргій Тимофі́йович Берегови́й, Heorhii Tymofíiovytx Berehovýi, conegut en rus com a: Гео́ргий Тимофе́евич Берегово́й, Georgii Timoféievitx Beregovoi, poble de Fédorivka, província de Poltava, RSS d'Ucraïna, 1921 – Moscou, 1995) fou un cosmonauta soviètic ucraïnès que participar en una missió espacial a bord del Soiuz 3. Abans d'esdevenir astronauta, fou pilot, pilot militar durant la Segona Guerra Mundial i pilot de proves.

#### Religiosos
- El rabí jueu, Schneur Salman de Liady (en jiddisch: שניאור זלמן פון לאדי; en hebreu: שניאור זלמן מליאדי; en alemany: Schne'ur Salman von Liadi; en ucraïnès: Шнеур Залман з Ляд; en rus: Шнеур-Залман из Ляд; Liozna, Belarús, 1745 – Hàdiatx, 1812, calendari vell), fundador d'una branca de l'hassidisme, va viure i està enterrat a Hàdiatx, motiu pel qual la ciutat és avui un centre de peregrinació pels jueus hassídics.

## Galeria d'imatges

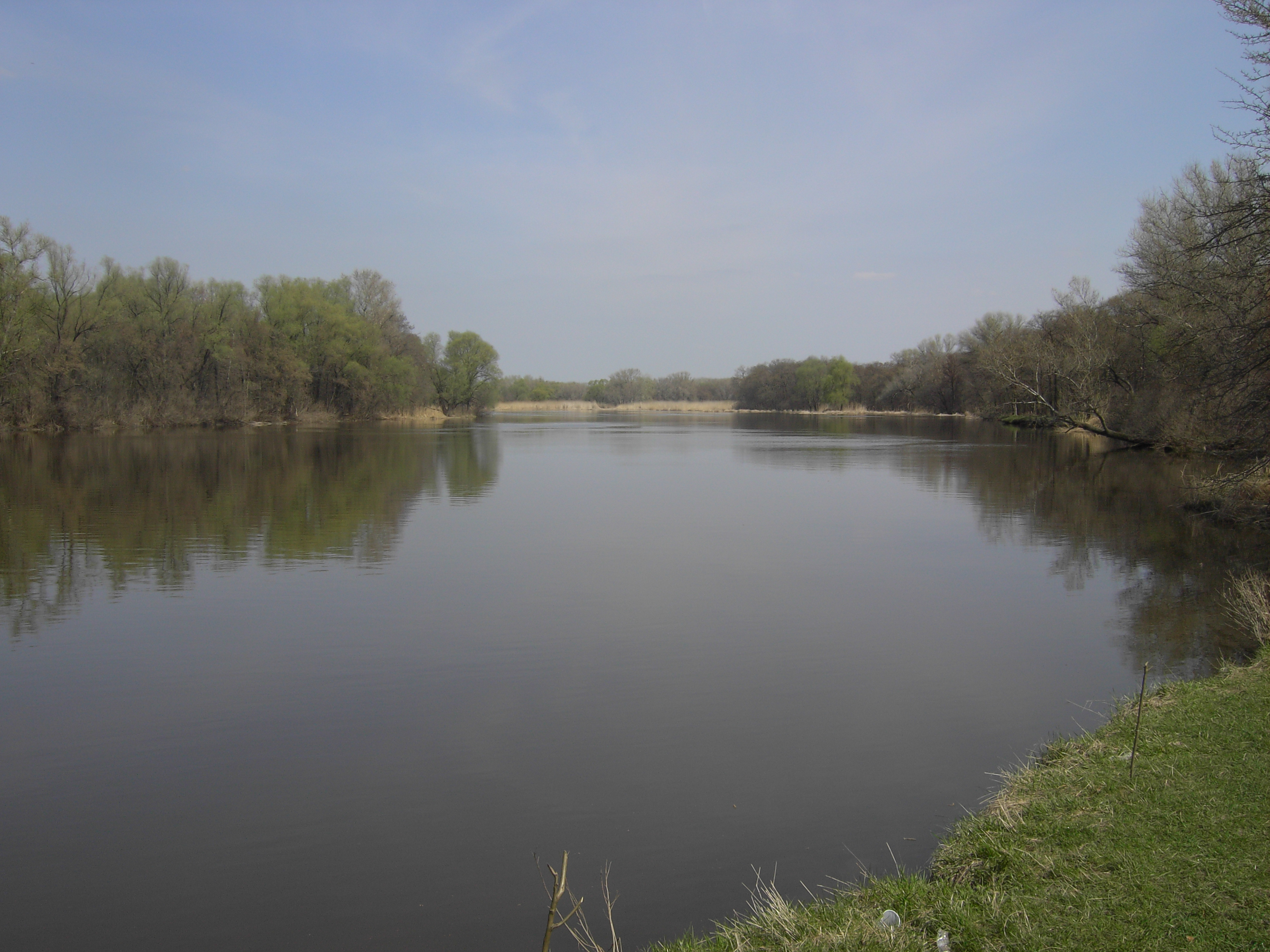
El riu Psel prop de Hovtva
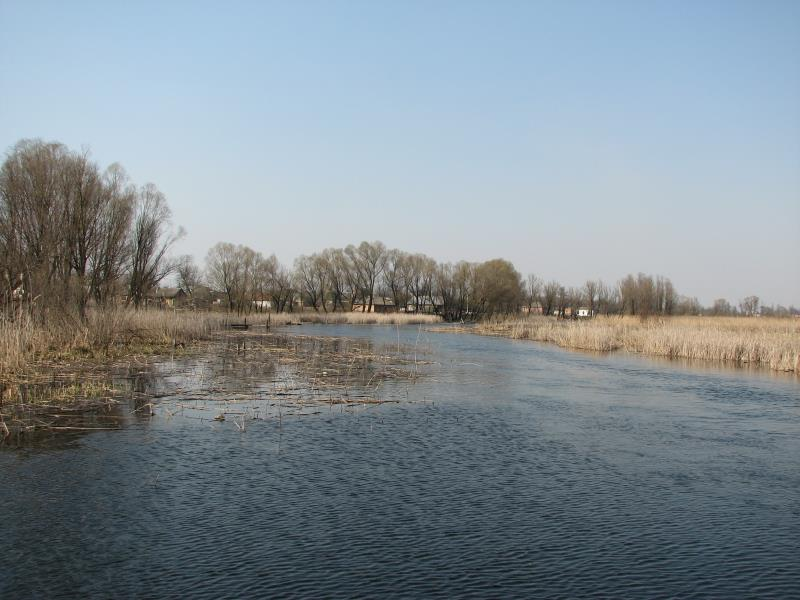
L'Udai prop de Pyriatyn (Пирятин).
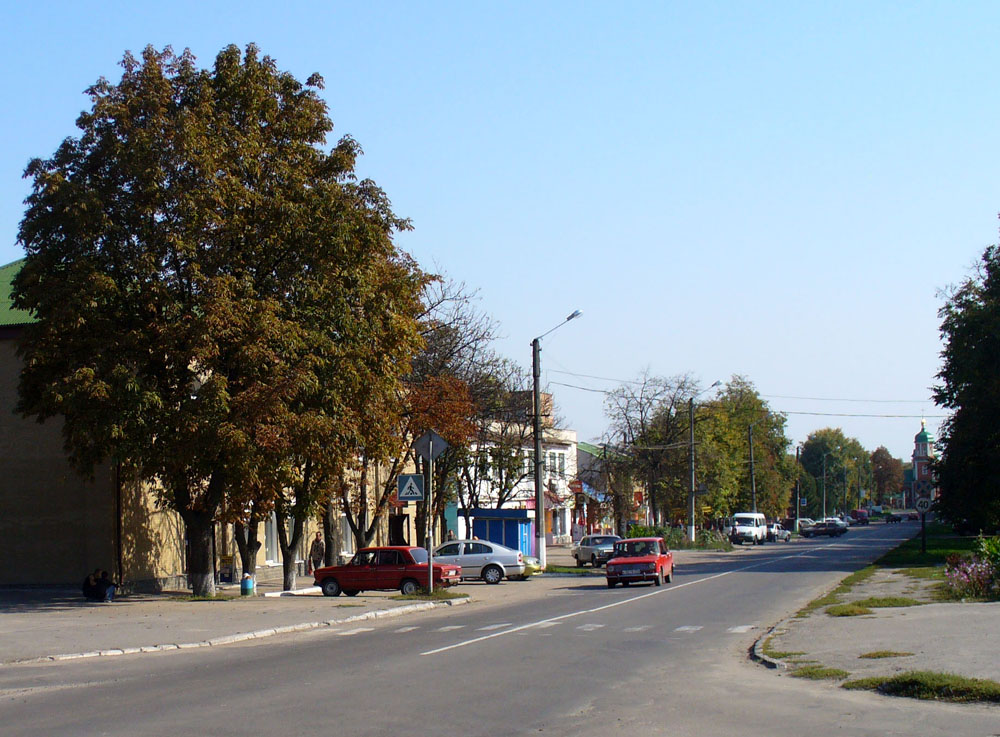
Carrer de Lenin a Khorol (Хорол) el 2007.
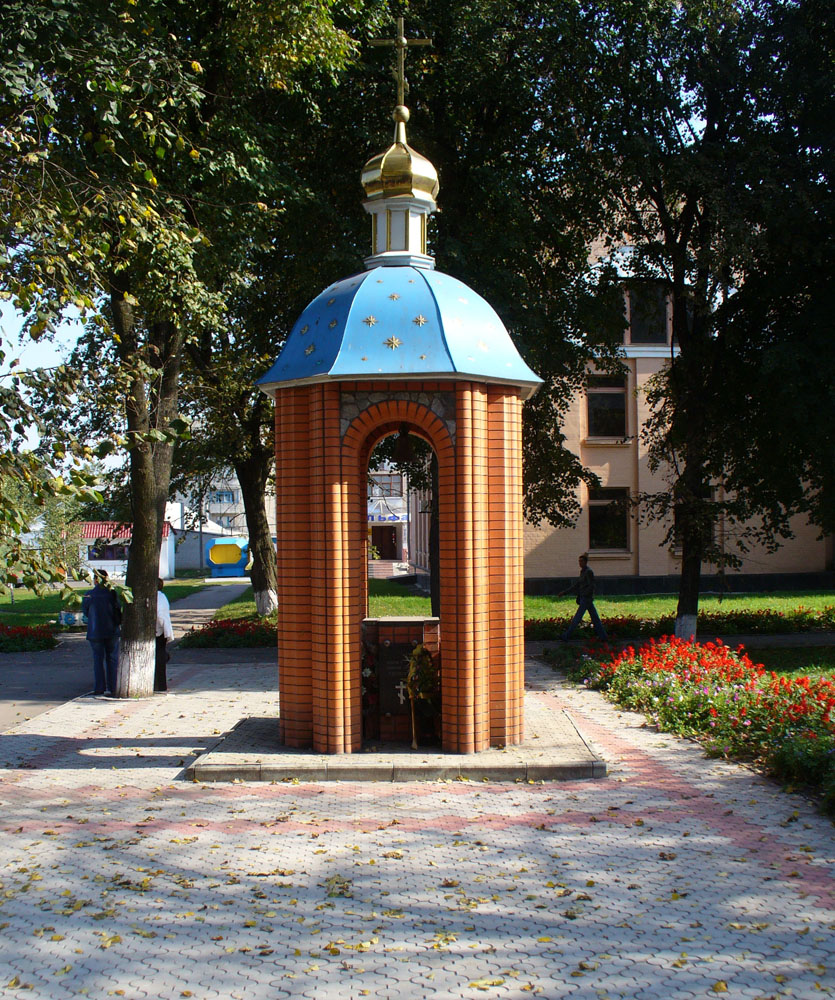
Monument als liquidadors de la catàstrofe de Txernòbil a Khorol.
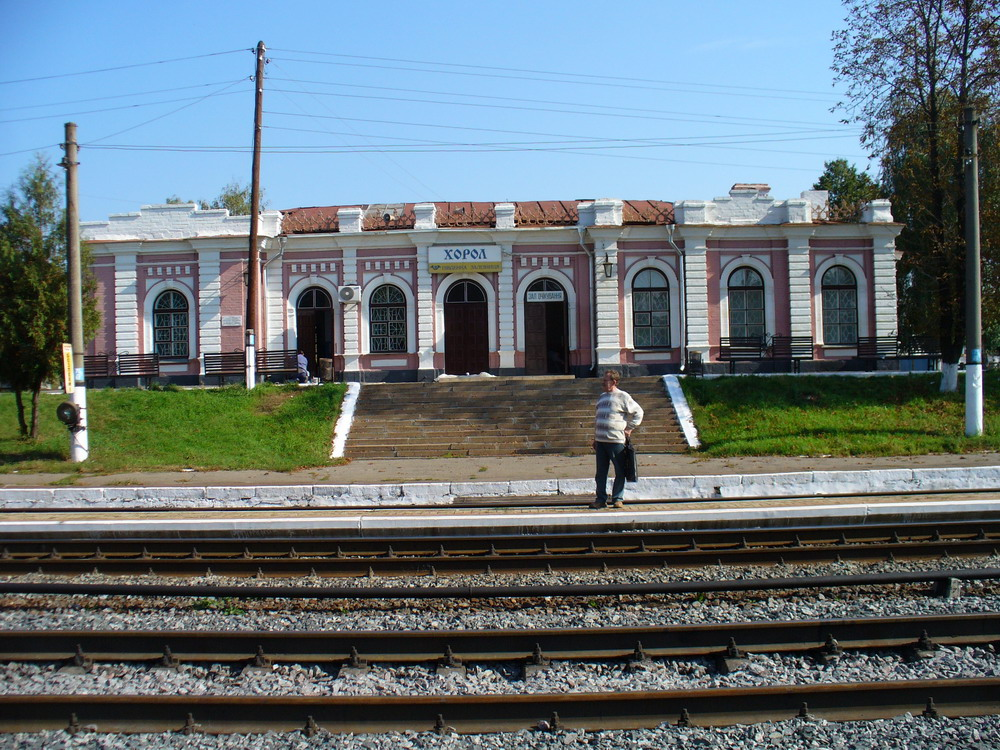
Estació de tren de Khorol.
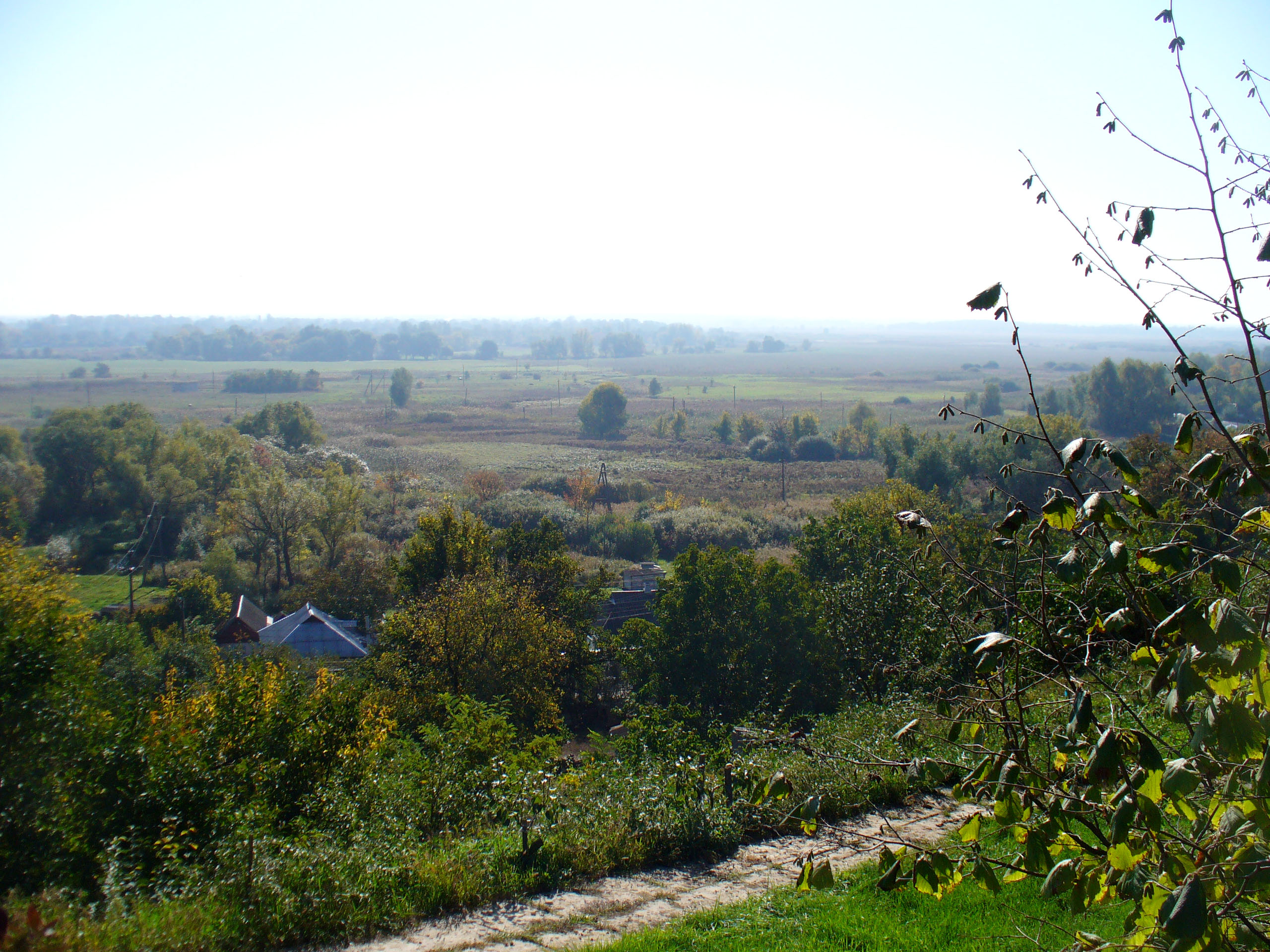
Vista cap a l'est des del turó de la ciutat de Khorol.
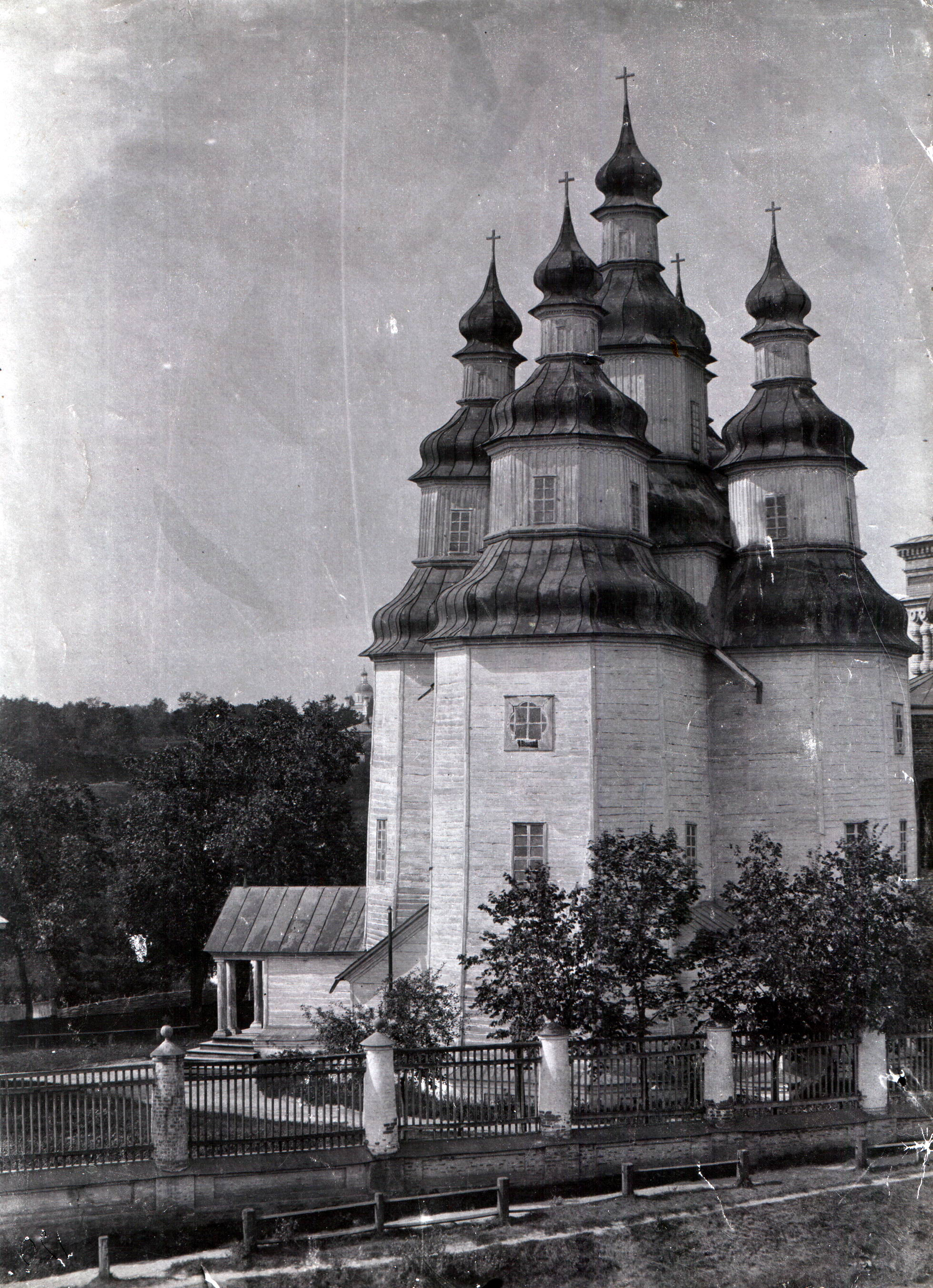
Antiga església de fusta a Romný. Es va cremar a la Segona Guerra Mundial.
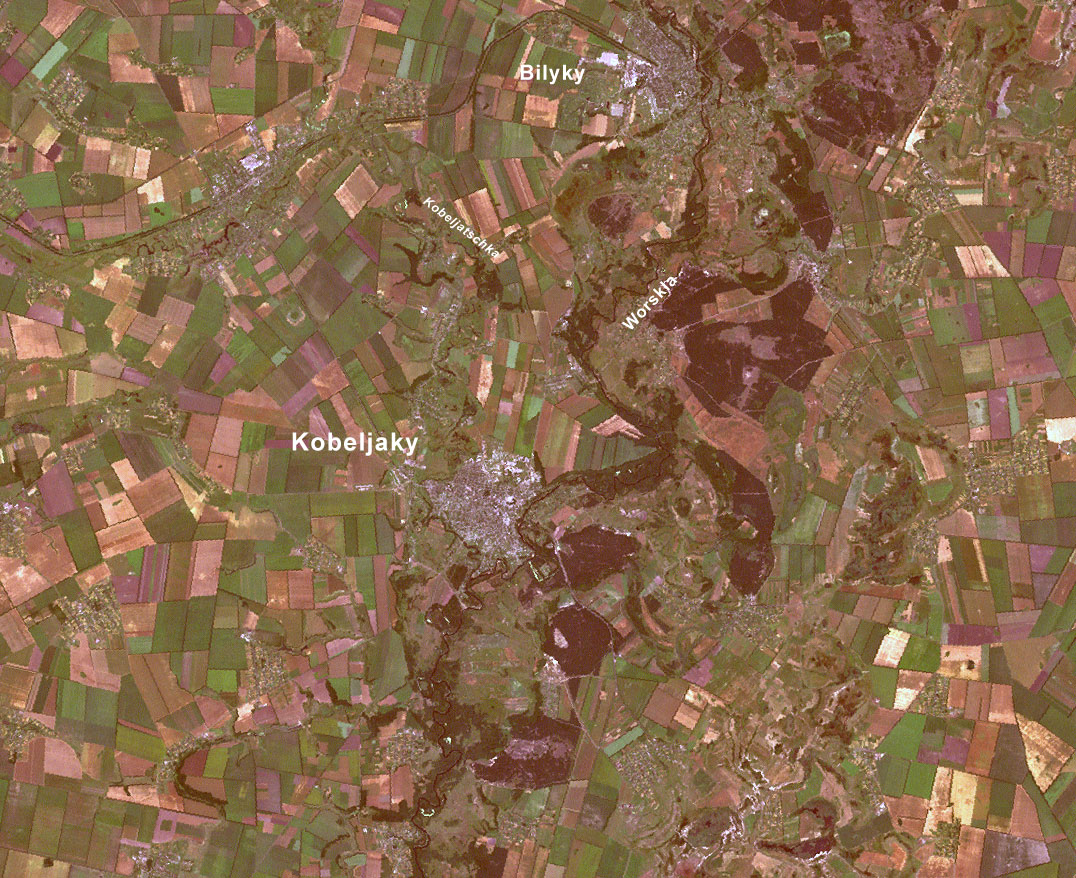
Imatge satèl·lit on es veu la ciutat de Kobeliaky, a la confluència del Velykyi Kobeliatxok (Вели́кий Кобелячо́к) i el Vorskla.
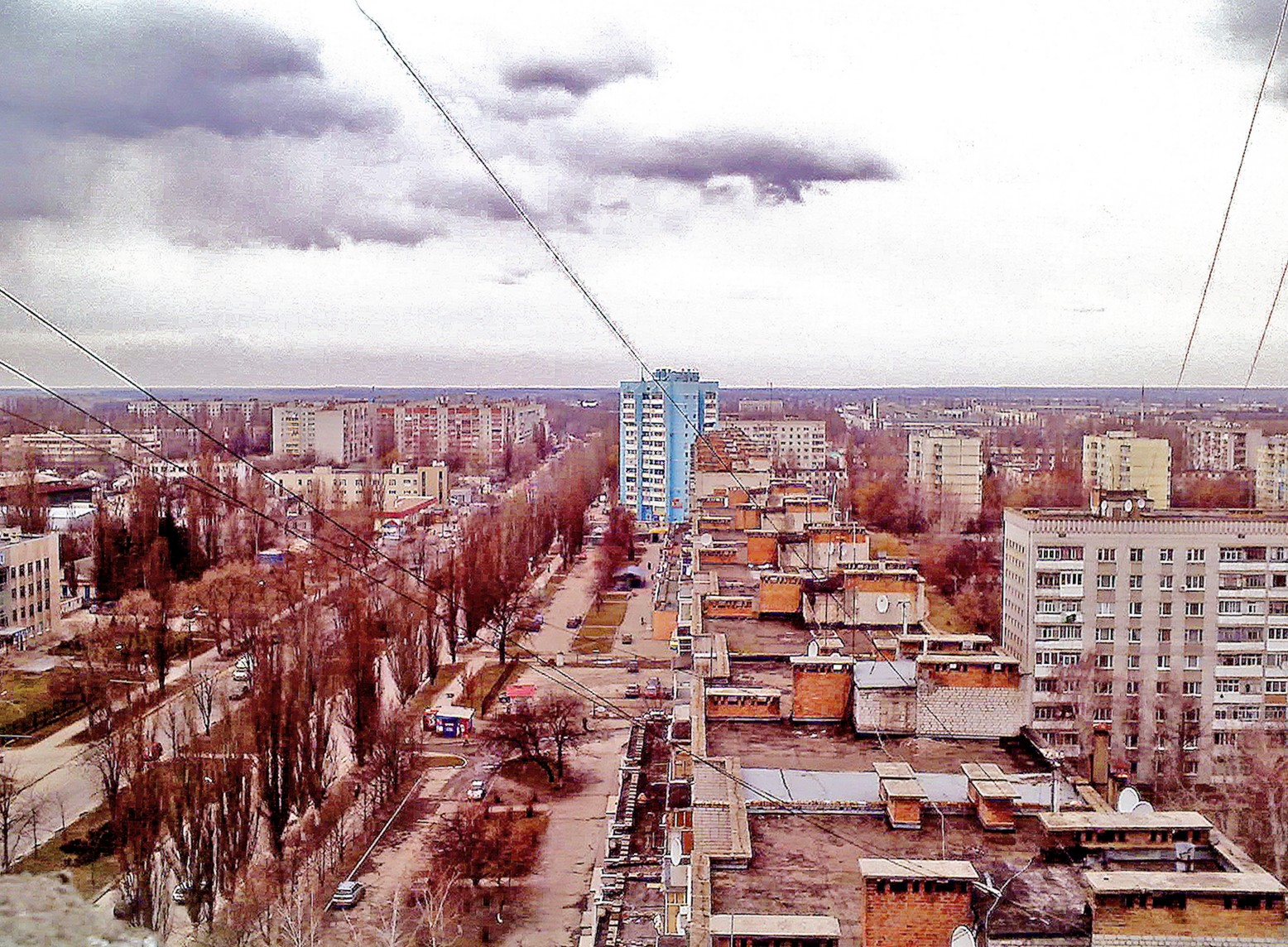
Vista una mica apocalíptica de Krementxuk l'hivern del 2009.
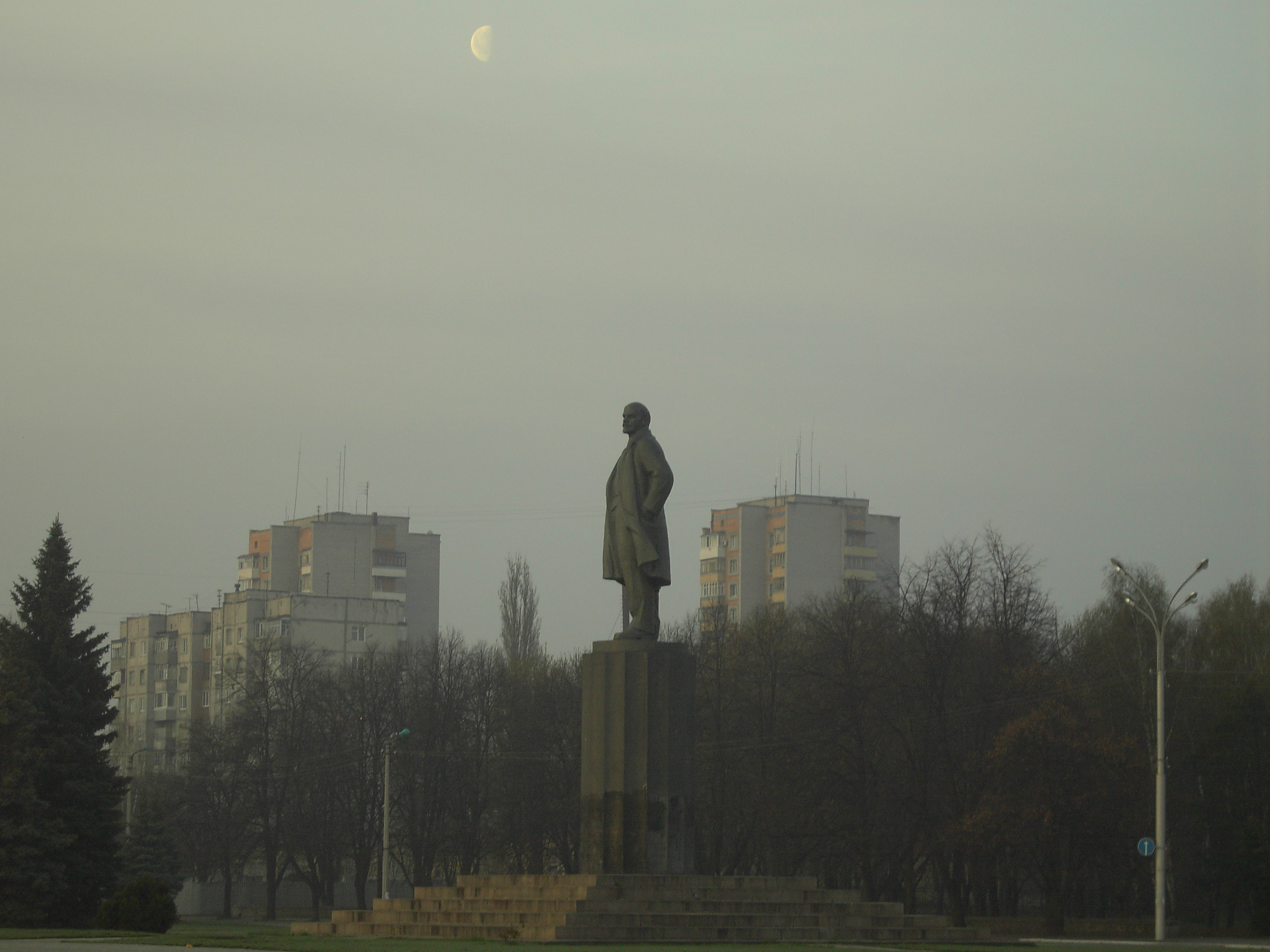
Una altra vista grisa de Krementxuk, amb estàtua anacrònica de Lenin.
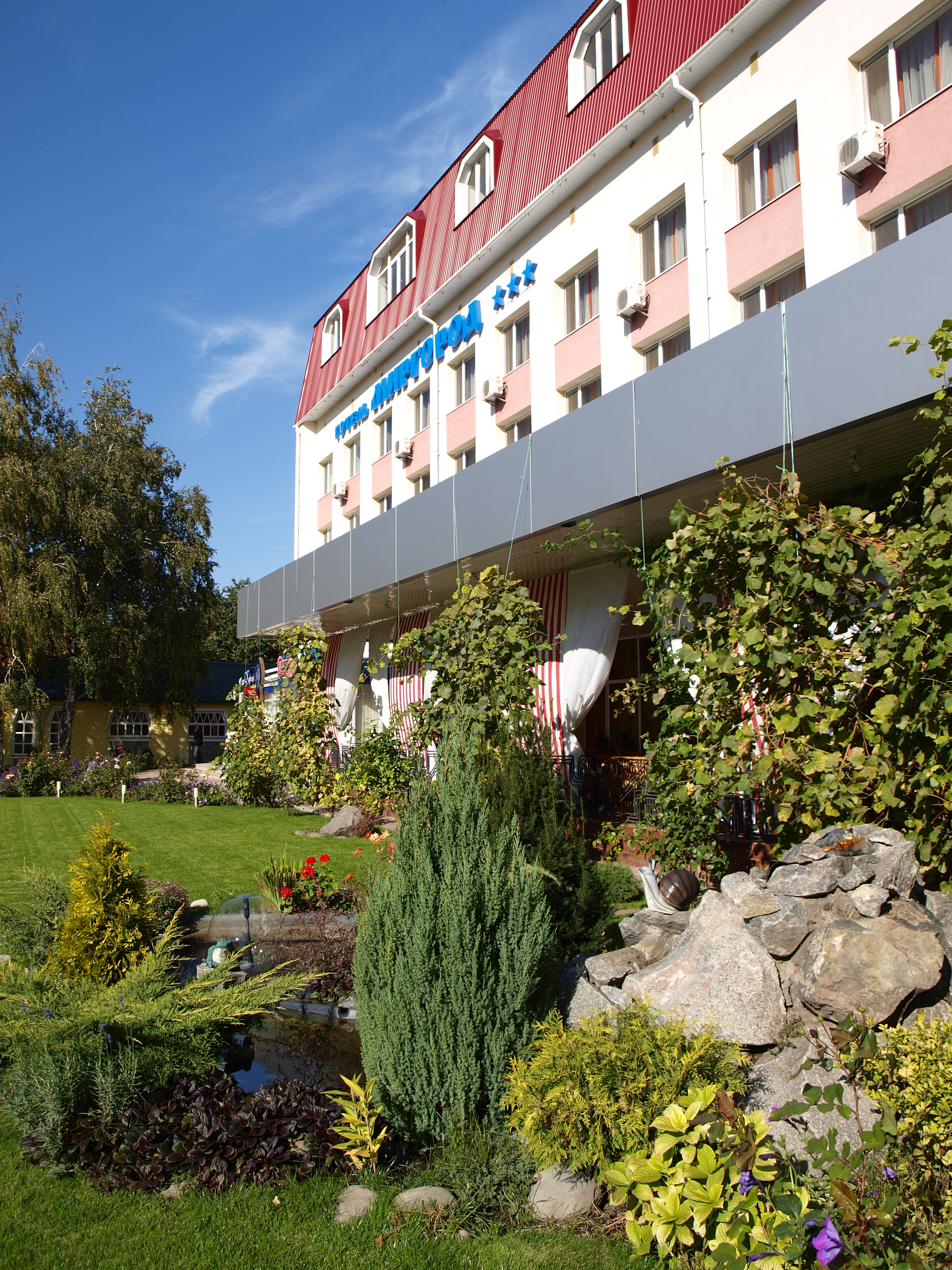
Un establiment termal a Mýrhorod.